# Abdulaziz Al Buloushi
Abdulaziz Mohammed Al Buloushi (arabe : عبد العزيز البلوشي) (né le 4 décembre 1962 au Koweït) est un footballeur international koweïtien, qui évoluait au poste d'attaquant.

## Biographie

### Carrière en sélection
Avec l'équipe du Koweït, il figure dans le groupe des sélectionnés lors de la coupe du monde de 1982 (sans jouer de matchs lors de la phase finale). Il joue toutefois un match face à l'Iran comptant pour les éliminatoires de la coupe du monde 1978.
Il participe également à la Coupe d'Asie des nations de 1984. Son équipe se classe troisième de cette compétition.